# Мысик, Василий Александрович
Василий Александрович Мысик (в изданиях на русском языке Мысык) (укр. Васи́ль Олекса́ндрович Ми́сик; 24 июля 1907, Новопавловка — 3 марта 1983, Харьков) — украинский советский поэт, прозаик и переводчик.

## Биография
Сын священника. В 1926 году переехал в Харьков, работал корректором в типографии, позже — библиотекарем в Доме литературы им. Василя Блакитного. Ещё учась в школе, обнаружил поэтический талант и большой интерес к изучению иностранных языков: самостоятельно овладел немецким, французским. Живя в Харькове, стал посещать курсы английского. Там же поступил в техникум востоковедения. Переводил с русского, белорусского, эсперанто, еврейского, польского, немецкого, французского, но больше всего — с английского, персидского и таджикского. Считается первым переводчиком с эсперанто на украинском языке: «Колыбельной» (Lulkanto) Евгения Михальского (1929).
Ко времени образования Союза писателей СССР в 1934 году Мысик уже был автором поэтических сборников «Трави», «Блакитний міст», «Чотири вітри», «Будівники», сборников рассказов «Ґалаґанів сон», двух книг очерков о Востоке, многочисленных переводов.
Являлся членом литературной организации крестьянских писателей «Плуг», был близок к группе так называемых «Неоклассиков», литературным организациям Пролитфронт (Пролетарский литературный фронт) Всеукраинского союза пролетарских писателей.
В ноябре 1934 года был арестован в Харькове в своей квартире в доме «Слово» по «обвинению в принадлежности к ОУН и подготовке терактов против руководителей партии и правительства» и отправлен в Киев. В феврале 1935 года из-за отсутствия улик следствие по его делу было приостановлено, однако, учитывая его социальное происхождение и связи с рядом осуждённых, Особое совещание при НКВД СССР приговорило Мысика к 5 годам исправительно-трудовых лагерей. Приговор отбывал на Соловках.
После отбытия заключения весной 1940 года поэт вернулся на Украину и поселился в родном селе. С 1941 года участник Великой Отечественной войны. Попал в плен. Весной 1945 года при подготовке к расстрелу группы советских военнопленных Мысику вместе с ними удалось сбежать.
После войны продолжил заниматься литературным творчеством.
В 1956 году был полностью реабилитирован.
Училась у него Александра Ковалёва — тётя Сергея Жадана.

## Творчество
Стихи писал со школьной скамьи. Начиная с 1958 года постоянно публиковались его поэтические сборники: «Вибране» (1958), сборники лирики «Борозни» (1962), «Верховіття» (1963), «Чорнотроп» (1966), «Біля криниці» (1967), «Берег» (1972), «Планета» (1977), сочинения в двух томах.
В. Мысик — автор рассказов и очерков: «Ґалаґанів сон» (1930), «Тисячі кілометрів», «Казахстанська магістраль» (1932), «Брянський ліс» (1978).
Переводил на украинский язык произведения Байрона, Шекспира, Пушкина, Шелли, Бёрнса, Лонгфелло, Китса, Уитмена, Гёте, Гёльдерлина, Беранже, Жака Превера и других европейских авторов. Будучи профессиональным востоковедом В. Мысик занимался также переводами поэтов Востока: Рудаки (Избранное, 1962), Омара Хайяма (Рубаи, 1965), Хафиза Ширази (Лирика, 1971), Фирдоуси («Шахнаме», 1975), Джами, Низами Гянджеви.

### Издания на русском языке
- Чернотроп : стихи. — Москва: Советский писатель, 1970. — 112 с.
- Избранное : [стихи и поэмы]. — Москва: Художественная литература, 1973. — 223 с., [1] л. портр.

## Награды
- В 1977 году отмечен литературной премией имени М. Рыльского.